# Sunrise Tribe
Sunrise Tribe ist eine 2003 gegründete Combo aus drei Sängern, die eine deutsch- und englischsprachige Mixture aus Reggae- und Dancehall-Musik kreieren.

## Geschichte
Sunrise Tribe setzte sich ursprünglich aus Solion (Johannes Mühlbauer, Sohn von Henry Arland), Leadsänger, Songwriter, Composer, Producer und Max (Max Fuchs) zusammen. 2004 starteten sie mit Masu (Gregor Bodler), der bis dahin nur deutschen Hip-Hop machte, eine Kooperation. Die drei Sänger kannten sich schon in der Grundschule. Im gleichen Jahr kam es zum ersten gemeinsamen Auftritt in ihrem Heimatort Prien damals noch als Sunrise Tribe und Masu.
Nach einigen Auftritten mit DJ, diese Art der Shows werden in Jamaika auch Soundsystem genannt, begannen sie 2004 die Zusammenarbeit mit der regionalen Band Wohnung 13. Die Sänger wollten damit ihren musikalischen Horizont erweitern und dem Reggae, der besonders von Liveinstrumenten lebt, näher sein. 2005 wurde Masu als festes drittes Mitglied integriert und man begann nur noch als Sunrise Tribe aufzutreten.
Anfang 2006 wechselte Sunrise Tribe alle Musiker aus. Mit der neuen Besetzung einer ehemaligen Schulband/Schülerband plante man ein Album. Im Sommer 2007 erreichte Sunrise Tribe beim European Reggae Contest das Finale bei Rototom Sunsplash. In derselben Zeit begann Solion an der Deutschen Pop Akademie eine Ausbildung zum Tontechniker und beendete diese erfolgreich. Die Songs zu ihrem Debütalbum wurden im Winter 2007/2008 im selbst eingerichteten Studio eingespielt und unter dem Namen „Tribehauseffekt“ veröffentlicht. Die CD wurde von Umberto Echo gemischt und in den Dorian Gray Studios in München gemastert. Die Plattentaufe feierte man auf einem Dampfschiff auf dem Chiemsee.

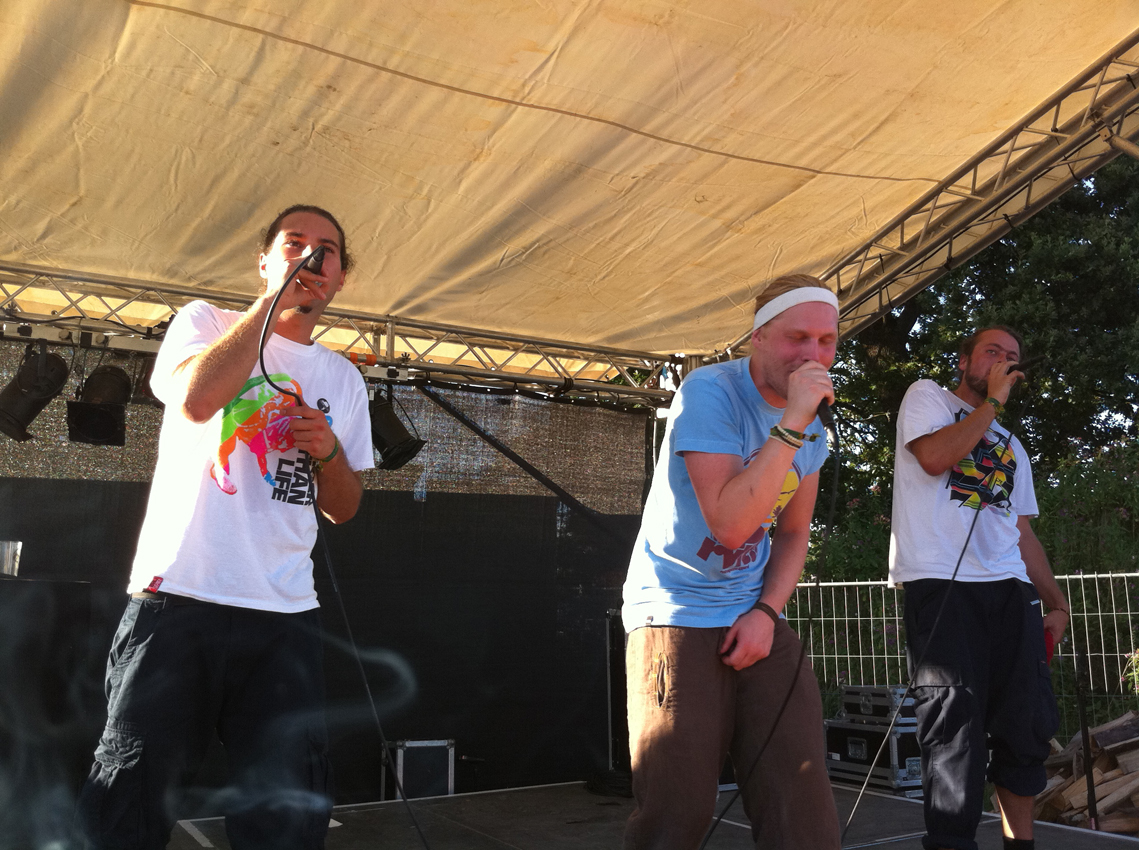
Sunrise Tribe beim Chiemsee Reggae Summer 2010 auf den Opendecks

Nach Interessenskonflikten über die musikalische Ausrichtung trennten sich die Sänger Ende 2008 von den fünf Musikern, die dann andere musikalische Projekte verfolgten. Die drei Sänger traten weiterhin als Sunrise Tribe auf. Ihre Darbietung bei Soundsystem-Auftritten, bei denen seit 2004 kontinuierlich der Selecta Mr.Lophikill (Philipp Meissner) auflegt, haben sie weiter ausgebaut. Ende 2009 begannen sie ihr nächstes Album. Dieses wurde im April 2011 unter dem Namen „Journey“ veröffentlicht.
Seit 2004 spielte das Trio Sunrise Tribe sowohl mit der Band als auch mit Soundsystem über 150 Auftritte bei Musikfestivals wie Chiemsee Reggae Summer, Free4All Festival, Popkomm, Reggaejam, Rototom Sunsplash, Ruhr Reggae und Southern Vibes und in Clubs wie Backstage, Bogaloo, Halle02, Muffatwerk, Treibhaus, sowie Crossclub in Prag, NED-Club in Montreux und Sonar Club in der Toscana. Für ihre Auftritte reisten sie immer wieder durch den deutschsprachigen Raum bis hin nach Italien und Tschechien.

## Diskografie
- 2006: Remember Dat (Remix) (als Single auf der CD No.28 des Riddimmagazins)
- 2008: Tribehauseffekt (LP)
- 2010: Journey Remix (als Single auf Masterplan Riddim Compilation)
- 2011: Journey (LP)